# Bulatura
La bulatura, in agricoltura, è una tecnica di consociazione agraria che contempla la semina primaverile di una leguminosa foraggera su una coltura in atto di un cereale autunno-vernino (grano, orzo). La tecnica, adottata in passato, è andata in disuso nell'agricoltura moderna a seguito dell'ampia diffusione della concimazione minerale e dell'adozione di tecniche agronomiche basate sull'ottimizzazione dell'investimento.

## Tecnica
La bulatura si esegue alla fine dell'inverno al termine della fase di accestimento del cereale e, comunque, prima dell'inizio della fase di levata. La leguminosa (trifoglio violetto, trifoglio bianco, sulla, erba medica, ecc.) viene seminata fra le file di terreno ancora spoglio, non coperto dallo sviluppo delle piante del cereale.
Un ritardo della semina, dopo l'inizio della levata, produce risultati negativi sia per gli eventuali danni causati sul cereale dall'ingresso in campo sia per l'eccessiva competizione del cereale in attivo accrescimento nei confronti delle piantine emergenti della leguminosa. Una semina sufficientemente precoce, compatibilmente con le condizioni climatiche, fa sì che le piantine della leguminosa sopportino adeguatamente la competizione del cereale e siano già sufficientemente affrancate e sviluppate in occasione della mietitura. La presenza della leguminosa durante il periodo primaverile ha inoltre un effetto di contenimento parziale dello sviluppo di eventuali infestanti del cereale.
Dopo la mietitura la leguminosa ha già un buon grado di copertura del terreno ed è in grado di fornire il primo sfalcio in piena estate, fornendo una produzione foraggera in secondo raccolto. Se le condizioni ambientali lo permettono, secondo la latitudine, è possibile anche realizzare un secondo sfalcio a fine estate o all'inizio dell'autunno. Nell'anno successivo, la leguminosa è in grado di fornire una produzione foraggera comparabile a quella di un prato al secondo anno d'impianto, con l'evidente vantaggio derivante dall'anticipo di un anno rispetto all'ordinario ciclo di produzione di un prato avvicendato.
La tecnica comporta il costo di una decurtazione della resa del cereale dovuta al minore investimento: per ottenere risultati significativi, infatti, è necessario adottare densità di semina inferiori rispetto alla coltura in purezza, secondo i criteri fondamentali della consociazione agraria. Le minori rese sono comunque compensate, almeno in linea teorica, dal recupero di un anno nell'ambito della rotazione colturale.

## Scopi
La bulatura si prefiggeva, secondo i casi, una delle seguenti finalità:
- intensivazione del regime agricolo mediante la riduzione di un anno del ciclo poliennale della rotazione colturale;
- miglioramento della fertilità chimica del terreno mediante il ricorso al sovescio nell'anno successivo alla bulatura.

In entrambi i casi, la bulatura consente il risparmio di un anno, nell'ambito di un ciclo di avvicendamento, e, quindi, una maggiore intensità di sfruttamento della SAU (superficie agraria utilizzata) senza penalizzare lo stato di fertilità del suolo. Secondo i principi fondamentali della rotazione delle colture, il prato di leguminose foraggere è infatti tradizionalmente considerato una coltura miglioratrice del terreno, in quanto lo arricchisce il terreno, ne migliora lo stato strutturale e, nel complesso, ha un effetto rinettante sulle piante infestanti.

## Produzione foraggera
In merito alla prima finalità, la bulatura si colloca in una tradizionale catena di foraggiamento di un'azienda, a indirizzo zootecnico o misto, che inserisce il prato avvicendato in un'ordinaria rotazione colturale comprendente anche i cereali autunno-vernini.
L'adozione della bulatura permette l'incremento della produttività media del prato avvicendato, a parità di SAU, in quanto configura la coltura del primo anno come intercalare, alla stregua di un erbaio in secondo raccolto. Nei prati avvicendati, infatti, la resa unitaria nel primo anno è sensibilmente più bassa rispetto a quella del secondo anno, sia per il numero di sfalci sia per la quantità di biomassa prodotta da piante di un anno. Ipotizzando, ad esempio, una rotazione quadriennale con un prato biennale, la ripartizione della SAU in assenza di bulatura contemplerebbe l'investimento del 50% della superficie con la leguminosa foraggera, di cui metà al primo anno e metà al secondo anno di produzione, e il restante 50% destinato ad altre colture. Con la bulatura, invece, la ripartizione della SAU contempla l'investimento del 25% della superficie con la leguminosa al secondo anno di produzione e il restante 75% destinato ad altre colture, con una quota del 25% sfruttata in secondo raccolto.
Un esempio con dati di valore orientativo, si può fare mettendo a confronto le seguenti due rotazioni quadriennali:
1. rotazione senza bulatura: 1º anno: coltura da rinnovo (R); 2º anno: frumento (F); 3º anno: trifoglio violetto (T1); 4º anno: trifoglio violetto (T2);
2. rotazione con bulatura: 1º anno: coltura da rinnovo (R); 2º anno: frumento con bulatura di trifoglio violetto (FT); 3º anno: trifoglio violetto (T2); 4º anno: frumento (F).

| senza bulatura | R  | F  | con bulatura | R  | FT |
| senza bulatura | T1 | T2 | con bulatura | T2 | F  |

Come si può osservare, nei due casi specifici messi a confronto, il ricorso alla bulatura consente di raddoppiare la superficie investita a grano in quanto il primo anno del prato di trifoglio si sovrappone come coltura intercalare alla metà della superficie a grano. Va precisato che il raddoppio della superficie investita non porta comunque ad un raddoppio della produzione di grano: la bulatura, infatti, abbassa la resa del frumento per la minore densità di semina, scelta necessaria per contenere la competizione del grano nei confronti del trifoglio.

## Sovescio
La seconda finalità, opzione alternativa alla precedente, si realizza quando il prato è inserito nella rotazione colturale con lo scopo principale di migliorare la fertilità del terreno con il sovescio, per incrementare il tenore in sostanza organica e, parallelamente, in azoto totale. Nell'anno della bulatura, il prato è sfruttato per una produzione foraggera, realizzata con uno o, al massimo, due sfalci estivi, mentre nella primavera successiva si procede al sovescio interrando la coltura in piena fioritura.
Nella pratica ordinaria, il sovescio si effettua con la semina autunnale di una leguminosa foraggera da interrare in tarda primavera, sempre in corrispondenza della piena fioritura. In questa fase fenologica si ha infatti il rapporto ottimale tra la quantità di azoto e biomassa prodotta, condizione necessaria per sfruttare al massimo le proprietà miglioratrici dell'azotofissazione simbiontica. D'altra parte, il ricorso al sovescio comporta un costo per il mancato reddito derivante dalla sottrazione annuale di una quota della SAU dalla produzione vendibile: ad esempio, nel caso di una rotazione quadriennale, il sovescio sottrae un quarto della superficie alla potenzialità produttiva dell'azienda, sul quale grava comunque un costo esplicito per l'esecuzione di una coltura. Affinché il sovescio sia economicamente conveniente, il costo totale, risultante dal complesso dei costi espliciti e dei costi-opportunità, deve essere compensato dal beneficio del miglioramento della fertilità del terreno, risultante dall'incremento delle rese delle colture in avvicendamento e dal risparmio nell'acquisto di fertilizzanti.
In questo contesto, la bulatura non permette un recupero della superficie sottratta, tuttavia permette, da un lato, un incremento del suddetto beneficio, derivante dalla maggiore quantità di biomassa interrata con il sovescio del prato al secondo anno e, da un altro, un'integrazione del reddito derivante dalla vendita o dal reimpiego del foraggio prodotto nell'anno della bulatura.

## Un caso pratico: la rotazione di Norfolk
Un esempio classico di applicazione della bulatura, citato nei manuali di agronomia, consiste in una variante della rotazione di Norfolk, ideata e sviluppata in Inghilterra nella prima metà del XVIII secolo. Questa rotazione, a ciclo quadriennale, contemplava l'investimento di un quarto della superficie in una coltura da rinnovo, un quarto in una coltura miglioratrice rappresentata da una leguminosa e il restante 50% con colture depauperanti (cereali autunno-vernini). La variante con bulatura seguiva il seguente schema:
- 1º anno: rapa;
- 2º anno: orzo, con bulatura di trifoglio violetto;
- 3º anno: trifoglio violetto;
- 4º anno: frumento tenero.

La scelta del trifoglio violetto nella bulatura applicata alla rotazione di Norfolk è giustificata dal fatto che, fra le leguminose foraggere, è una delle essenze più indicate per la costituzione di prati avvicendati di durata biennale.

## Svantaggi
Al pari di altre tecniche tradizionali, la bulatura, pur avendo un solido fondamento nella gestione conservativa dei suoli agrari, presenta degli svantaggi nei regimi intensivi dell'agricoltura moderna, che si riassumono nei seguenti aspetti:
- difficoltà intrinseche della consociazione agraria, il cui risultato è fortemente condizionato dalla competizione interspecifica;
- incompatibilità della bulatura con l'esecuzione di alcune pratiche colturali moderne, in particolare il diserbo chimico in post-emergenza dei cereali autunno-vernini;
- surrogabilità dell'effetto rinettante del prato da parte del diserbo chimico nell'ambito di una rotazione colturale;
- competitività della concimazione minerale azotata nei confronti del sovescio e, più in generale, dell'azione miglioratrice del prato di leguminose;
- specializzazione degli indirizzi produttivi, con scomparsa dell'allevamento nelle singole aziende, se non in interi comprensori;
- migliori condizioni operative, nell'esecuzione delle operazioni colturali, derivanti dalle coltivazioni in purezza;
- maggiore disponibilità di opzioni alternative, offerte dal miglioramento genetico, per l'esecuzione di colture intercalari con semina in secondo raccolto, in particolare nelle regioni a clima temperato-caldo, più razionali, dal punto di vista operativo, rispetto alla bulatura.

In definitiva, il concorso di questi fattori ha relegato la tecnica della bulatura ad una condizione di marginalità nei regimi agricoli intensivi, decretandone la scomparsa. Va tuttavia precisato che, come altre tecniche tradizionali desuete, la bulatura è suscettibile di riconsiderazione in un'analisi benefici-costi che prenda in esame anche criteri ecologici, pertanto può integrarsi in tecniche di agricoltura sostenibile, in particolare quando è previsto il ricorso al sovescio.